# 德拉克斯發電站

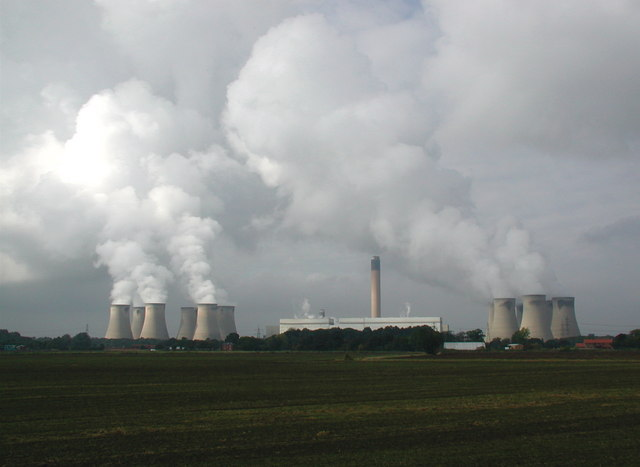
德拉克斯發電站

德拉克斯發電站（英語：Drax Power Station）是位於英國北約克郡的大型生物質發電站，能夠共燒石油焦。它的生物質發電量為2.6 GW，煤炭發電量為1.29 GW。它的名字來自附近的德拉克斯村。它位於塞爾比和古爾之間的烏茲河上。它的發電量為3906兆瓦，是英國任何發電站中最高的，約佔英國電力供應的6％。
德拉克斯發電站於1967年設立，原本是燃煤發電，經過逐步轉型，在2020完全轉型成為焚燒生質能源(木質顆粒燃料，主要進口自美國)的電廠。